# 神奈月昇
神奈月昇（かんなつき のぼる、197x年4月2日 - ）は日本のイラストレーター。
catwalkより原画家としてデビュー。榊一郎が立ち上げた企画「神曲奏界ポリフォニカ」（キネティックノベル版）の原画を担当した。「神奈月昇」というペンネームを決める時、ちょうど美少女ゲーム「AIR」をプレイする最中で、そのイベントCG「神奈備命、月に昇る」に魅了され、そのままペンネームで使った経緯があったと本人が《visualstyle 2008 vol.3》で述べた。

## 作品リスト

### ゲーム原画
- 「デミウルゴスの娘〜瞳の中の巫女姫〜」（原画/catwalk）
- 「デミっ娘MUSIC＆STORY」（原画/catwalk）
- 「魔王と踊れ! 〜Legend of the Lord of Lords〜」（原画/catwalk）
- 「魔王と踊れ! II 〜change of the world〜」（原画/catwalk）
- 「神曲奏界ポリフォニカ」1&2話BOXエディション（原画/キネティックノベル/ocelot）
- 「神曲奏界ポリフォニカ」3&4話完結編（原画/キネティックノベル/ocelot）
- 「葬送鬼レギナルト」（原画/キネティックノベル/ocelot）
- 「勇者と踊れ! 〜ぼっちの俺が異世界召還されて美少女達と学園最強パーティーを組みました〜」（原画/catwalk）

### 挿絵
- 『神曲奏界ポリフォニカ』クリムゾン・シリーズ（挿絵・口絵イラスト/榊一郎：著/GA文庫）
- 『聖剣士ソフィリア 悦楽の調教呪縛』（著：舞麗辞 / キルタイムコミュニケーション）ISBN 4-86032-330-0
- 『ゴブリンスレイヤー』（著：蝸牛くも / GA文庫）
- 『マジカル★エクスプローラー エロゲの友人キャラに転生したけど、ゲーム知識使って自由に生きる』（著：入栖 / 角川スニーカー文庫）
- 『モスクワ2160』（著：蝸牛くも / GA文庫）

### Lycee
- Lycee　version.VisualArts2.0「須藤澪」（SilverBlitz）
- Lycee　AnotherEdition「坂上智代」（SilverBlitz）
- Lycee　version.TYPEMOON2.0「バゼット・フラガ・マクレミッツ」、「佐々木小次郎」、「時南朱鷺絵」（SilverBlitz）
- Lycee　version.ALICESOFT3.0「エリーゼ・バレッタ」、「レオパルド」、「エリナ」（SilverBlitz）
- Lycee　version.VisualArts4.0「エレインドゥース・オル・タイトランテル」、「コーティカルテ・アパ・ラグランジェス」、「ライカ」（SilverBlitz）
- Lycee　AnotherEdition2「コーティカルテ・アパ・ラグランジェス」（SilverBlitz）

### その他
- 「RO PARK」（口絵イラスト/宙出版）
- アンソロジーコミック「妖獣戦記　辱」（背表紙イラスト/宙出版）
- COMIC NETWORK　in　福岡ドーム17（会場限定テレカ&下敷きイラスト/とらのあな）
- テレカイラスト（日本橋パソコンショップ　ラビット）
- オリジナルテレカイラスト（ゲーマーズナビ）
- Naviテレカイラスト（パソコンパラダイス）
- 会員特典テレカ（K-BOOKS）
- 「Piaキャロットへようこそ!!3　vol.1」（カラーイラスト/ラポートコミック）
- マジキュー　vol.15「まじもえ」（エンターブレイン）
- マジキュー　vol.24「まじもえ」（エンターブレイン）
- 壁紙イラスト（Galge.com）
- 「ネコのあしあと」（CG&原画集/catwalk）
- 「闘姫陵辱」　vol.16（表紙/キルタイムコミュニケーション）
- 「スパッツヒロイン」（カラーピンナップ/キルタイムコミュニケーション）
- 抱き枕カバーイラスト（メッセサンオー）